# Caudron C.17
Il Caudron C.17 fu un monomotore da osservazione biplano sviluppato dall'azienda aeronautica francese Société des avions Caudron nei tardi anni venti del XX secolo.
Sviluppo del precedente pari ruolo Descamps-Brunet DB-16, rimasto allo stadio di prototipo, venne prodotto in piccola serie ed impiegato dall'Aviation militaire, la componente aerea dell'Armée de terre (l'esercito francese), fino ai primi anni trenta.

## Tecnica
Il C.17 era un velivolo di impostazione convenzionale, per il periodo: costruzione in tecnica mista, monomotore biposto con velatura biplana e carrello fisso.
La fusoliera, realizzata con struttura metallica e ricoperta in tela trattata, presentava due abitacoli aperti posti in tandem, l'anteriore destinato al pilota ed il posteriore all'osservatore. Posteriormente terminava in un impennaggio classico monoderiva dotato di piani orizzontali controventati.
La configurazione alare era biplano-sesquiplana, composta dall'ala superiore, montata alta a parasole e sulla quale era ricavato centralmente uno svaso per agevolare accesso e visibilità al pilota, di apertura maggiore dell'inferiore, montata bassa sulla fusoliera, collegate, la prima alla parte superiore della fusoliera tramite un castello tubolare e tra loro da una coppia di montanti "ad N" rinforzati da una coppia di aste di controvento diagonali, entrambi per lato.
Il carrello d'atterraggio era un biciclo fisso "a pantalone", ovvero con gli elementi anteriori ampiamente carenati fino lasciar sporgere le ruote, montate su gambe di forza ammortizzate, all'altezza del mozzo, il tutto integrato da un elemento posteriore d'appoggio, anch'esso ammortizzato, posizionato sotto la coda.
La propulsione era affidata ad un motore Lorraine 12E Courlis, un 12 cilindri a W raffreddato a liquido in grado di esprimere una potenza pari a 450 CV (331 kW), posizionato all'apice anteriore della fusoliera in configurazione traente, racchiuso da una cofanatura metallica ed abbinato ad un'elica bipala in legno a passo fisso.
Per la tipologia di servizio al quale era destinato il C.17 era sprovvisto di armamento sia offensivo che difensivo.

## Utilizzatori
Francia
- Aviation militaire